# ソビエト連邦の旗一覧
ソビエト連邦の旗一覧では、ソビエト連邦の国旗、列びにソビエト連邦構成国家の国旗を一覧にしました。

## 国旗

最初の国旗 (1923)
2番目の国旗(1923-1955)
3番目の国旗(1955-1991)

## 構成共和国の国旗

### アゼルバイジャン

アゼルバイジャン社会主義ソビエト共和国の国旗(1920-1922)
アゼルバイジャン社会主義ソビエト共和国の国旗(1922-1925)
アゼルバイジャン社会主義ソビエト共和国の国旗（1925-1920年代末）
アゼルバイジャン社会主義ソビエト共和国の国旗（1920年代末-1930）
アゼルバイジャン社会主義ソビエト共和国の国旗(1930-1937)
アゼルバイジャン・ソビエト社会主義共和国の国旗(1937-1940)
アゼルバイジャン・ソビエト社会主義共和国の国旗(1940-1952)
アゼルバイジャン・ソビエト社会主義共和国の国旗(1952-1990)

### アブハジア

アブハジア社会主義ソビエト共和国の国旗(1925-1935)
アブハズ自治ソビエト社会主義共和国の国旗(1935-1937)
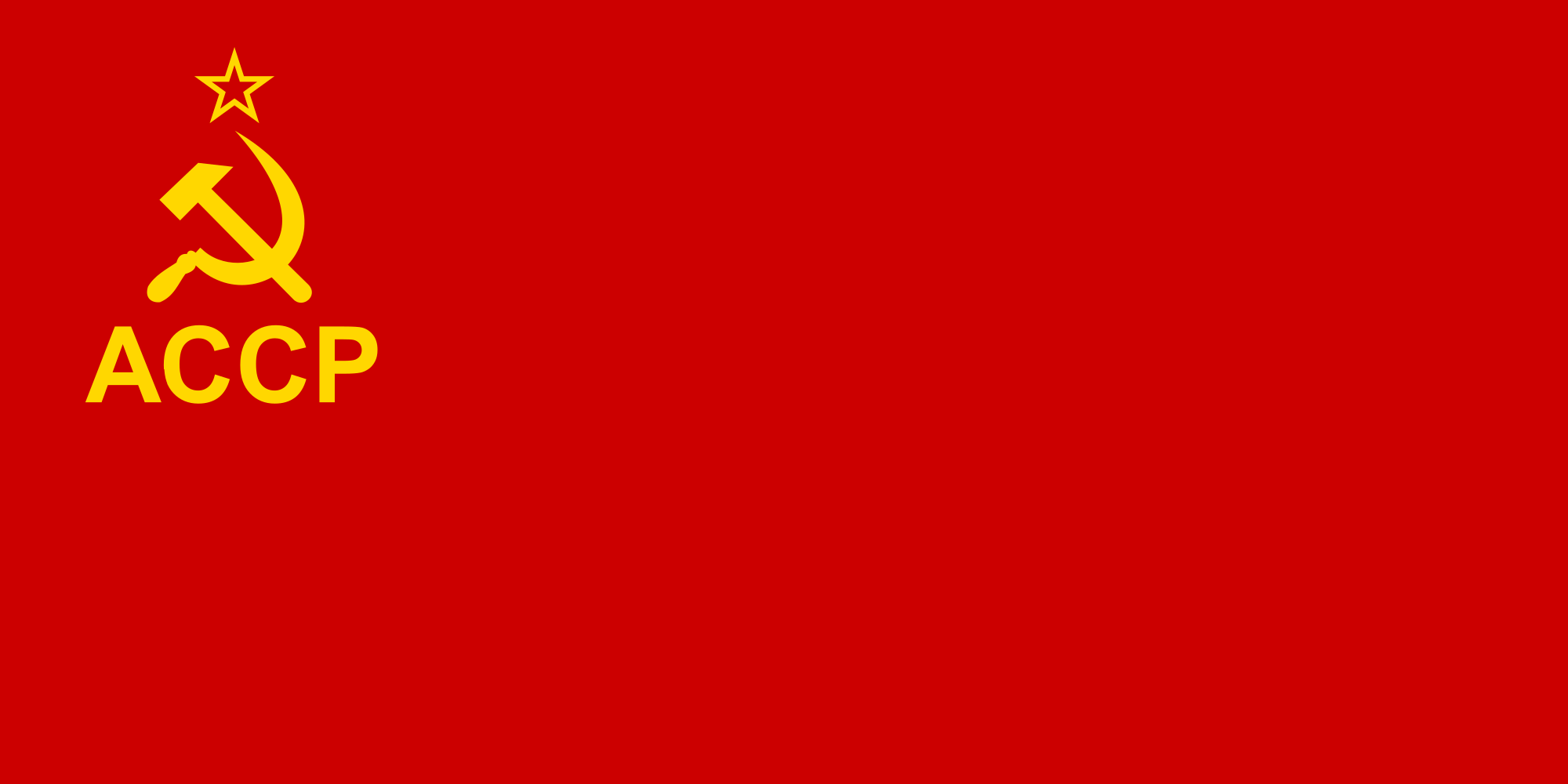
アブハズ自治ソビエト社会主義共和国の国旗(1935-1937)
アブハズ自治ソビエト社会主義共和国の国旗(1937-1951)
アブハズ自治ソビエト社会主義共和国の国旗(1937-1951)
アブハズ自治ソビエト社会主義共和国の国旗(1951-1978)
アブハズ自治ソビエト社会主義共和国の国旗(1978-1992)

### アルメニア

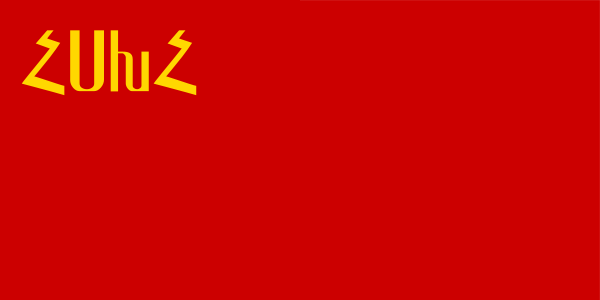
アルメニア社会主義ソビエト共和国の国旗"(1922-1937)
アルメニア社会主義ソビエト共和国の国旗"(1922-1937)
アルメニア・ソビエト社会主義共和国の国旗(1937-1940)
アルメニア・ソビエト社会主義共和国の国旗(1940-1952)
アルメニア・ソビエト社会主義共和国の国旗(1952-1990)

### ウクライナ

ウクライナ社会主義ソビエト共和国の国旗(1919-1929)
ウクライナ社会主義ソビエト共和国の国旗(1929-1937)
ウクライナ・ソビエト社会主義共和国の国旗(1937-1949)
ウクライナ・ソビエト社会主義共和国の国旗(1949-1992)

### ウズベキスタン

ウズベク社会主義ソビエト共和国の国旗(1925-1927)
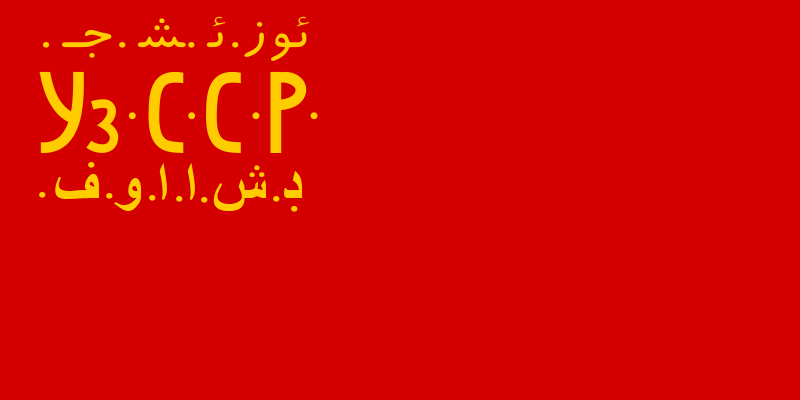
ウズベク社会主義ソビエト共和国の国旗(1927-1929)
ウズベク社会主義ソビエト共和国の国旗(1929-1931)
ウズベク社会主義ソビエト共和国の国旗(1931-1934)
ウズベク社会主義ソビエト共和国の国旗(1934-1935)
ウズベク社会主義ソビエト共和国の国旗(1935-1937)
ウズベク・ソビエト社会主義共和国の国旗(1937-1941)
ウズベク・ソビエト社会主義共和国の国旗(1941-1952)
ウズベク・ソビエト社会主義共和国の国旗(1952-1991)

### エストニア

エストニア・ソビエト社会主義共和国の国旗(1940-1953)
エストニア・ソビエト社会主義共和国の国旗(1953-1990)

### カザフスタン

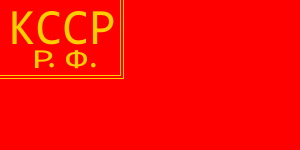
キルギス自治社会主義ソビエト共和国（ロシア語版）の国旗(-1924)
キルギス自治社会主義ソビエト共和国の国旗(-1924)
カザフ自治社会主義ソビエト共和国の国旗(1925-1937)
カザフ・ソビエト社会主義共和国の国旗(1937-1940)
カザフ・ソビエト社会主義共和国の国旗(1940-1953)
カザフ・ソビエト社会主義共和国の国旗(1953-1992)

### カレロ＝フィン

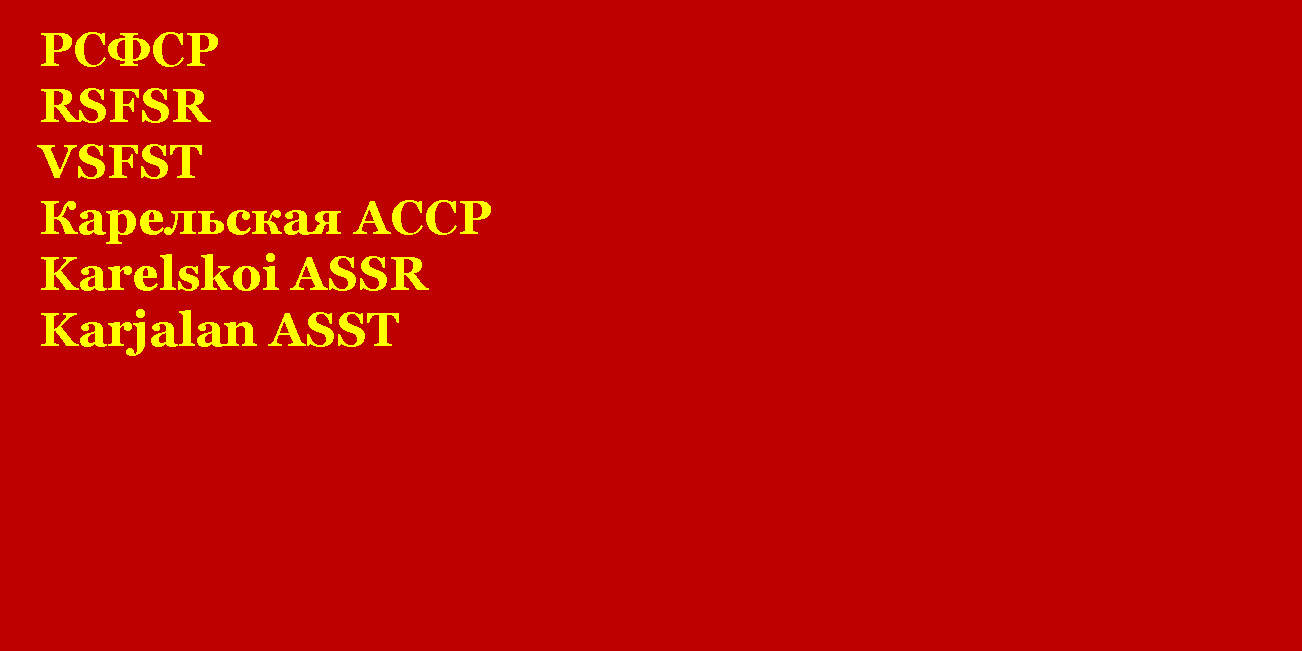
カレリア自治ソビエト社会主義共和国の国旗(1937-1940)
カレロ＝フィン・ソビエト社会主義共和国の国旗(1940-1953)
カレロ＝フィン・ソビエト社会主義共和国の国旗(1953-1956)
カレリア自治ソビエト社会主義共和国の国旗(1956-1978)
カレリア自治ソビエト社会主義共和国の国旗(1978-1991)

### キルギス

キルギス自治社会主義ソビエト共和国の国旗(1929-1937)
キルギス・ソビエト社会主義共和国の国旗(1937-1940)
キルギス・ソビエト社会主義共和国の国旗(1940-1952)
キルギス・ソビエト社会主義共和国の国旗(1952-1992)

### グルジア

グルジア社会主義ソビエト共和国の国旗(1921-1927)
グルジア・ソビエト社会主義共和国の国旗(1921-1937)
グルジア・ソビエト社会主義共和国の国旗(1937-1951)
グルジア・ソビエト社会主義共和国の国旗(1951-1990)

### ザカフカース

ザカフカース社会主義連邦ソビエト共和国の国旗(1925-1936)

### タジキスタン

タジク自治社会主義ソビエト共和国の国旗(1924-1929)
タジク自治社会主義ソビエト共和国の国旗(1929-1931)
タジク社会主義ソビエト共和国の国旗（1931-1930年代半ば）
タジク社会主義ソビエト共和国の国旗(1935-1936 / 1937-1938)
タジク・ソビエト社会主義共和国の国旗(1936-1937)
タジク・ソビエト社会主義共和国の国旗(1938-1940)
タジク・ソビエト社会主義共和国の国旗(1940-1953)
タジク・ソビエト社会主義共和国の国旗(1953-1992)

### トルクメニスタン

トルクメン社会主義ソビエト共和国の国旗(1926-1937)
トルクメン・ソビエト社会主義共和国の国旗(1937-1940)
トルクメン・ソビエト社会主義共和国の国旗(1940-1953)
トルクメン・ソビエト社会主義共和国の国旗(1953-1974)
トルクメン・ソビエト社会主義共和国の国旗(1974-1992)

### 白ロシア

白ロシア社会主義ソビエト共和国の国旗(1919-1927)
白ロシア社会主義ソビエト共和国の国旗(1927-1937)
白ロシア・ソビエト社会主義共和国の国旗(1937-1951)
白ロシア・ソビエト社会主義共和国の国旗(1951-1991)

### モルダビア

モルダビア自治社会主義ソビエト共和国の国旗(1925-1932)
モルダビア自治ソビエト社会主義共和国(1938)
モルダビア自治ソビエト社会主義共和国(1938-1941)
モルダビア・ソビエト社会主義共和国の国旗(1941-1952)
モルダビア・ソビエト社会主義共和国の国旗(1952-1990)
モルダビア・ソビエト社会主義共和国の国旗(1990)

### ラトビア

ラトビア・ソビエト社会主義共和国の国旗(1940-1953)
ラトビア・ソビエト社会主義共和国の国旗(1953-1990)

### リトアニア

リトアニア・ソビエト社会主義共和国の国旗(1940-1953)
リトアニア・ソビエト社会主義共和国の国旗(1953-1988)
リトアニア・ソビエト社会主義共和国の国旗(1988-1990)

### ロシア連邦

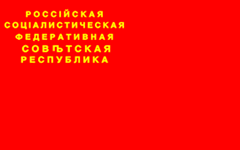
ロシア社会主義連邦ソビエト共和国の国旗(1918)
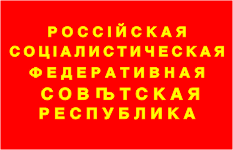
ロシア社会主義連邦ソビエト共和国の国旗(1918)
ロシア社会主義連邦ソビエト共和国の国旗(1918-1937)
ロシア・ソビエト連邦社会主義共和国の国旗(1937-1954)
ロシア・ソビエト連邦社会主義共和国の国旗(1954-1991)

## その他の自治共和国の国旗

ナヒチェヴァン自治ソビエト社会主義共和国の国旗
アジャリア自治ソビエト社会主義共和国の国旗
チェチェン・イングーシ自治ソビエト社会主義共和国の国旗
タタール自治ソビエト社会主義共和国の国旗
ヤクート自治ソビエト社会主義共和国の国旗
クリミア自治ソビエト社会主義共和国の国旗
ヴォルガ・ドイツ人自治ソヴィエト社会主義共和国の国旗(1924-1941)
カラカルパク自治ソビエト社会主義共和国の国旗

## その他

赤軍の旗
勝利の旗
ソ連海軍の軍艦旗(1924-1935)
ソ連海軍の軍艦旗(1935-1991)
ソ連海軍の艦首旗
ブハラ人民ソビエト共和国の国旗(1921-1923)
ホラズム人民ソビエト共和国の国旗(1920-1923)
ガリツィヤ・ソビエト社会主義共和国の国旗(1920)
リトアニア＝白ロシア・ソビエト社会主義共和国の国旗(1919)
ラトビア社会主義ソビエト共和国の国旗(1919-1920)